# Хмелевский, Аркадий Сильвестрович
Аркадий Сильвестрович Хмелевский (1921—1987) — Гвардии майор Советской Армии, участник Великой Отечественной войны, Герой Советского Союза (1945).

## Биография
Аркадий Хмелевский родился 3 февраля 1921 года в деревне Осеевка (ныне — Минский район Минской области Белорусской ССР). После окончания Минского юридического техникума работал в органах НКВД СССР. В июле 1941 года Хмелевский был призван на службу в Рабоче-крестьянскую Красную Армию. С 1942 года — на фронтах Великой Отечественной войны. В том же году Хмелевский окончил Тамбовское пехотное училище.
К январю 1945 года гвардии капитан Аркадий Хмелевский командовал батальоном 4-го гвардейского стрелкового полка 6-й гвардейской стрелковой дивизии 13-й армии 1-го Украинского фронта. Отличился во время освобождения Польши. 12 января 1945 года батальон Хмелевского прорвал немецкую оборону к востоку от города Кельце. В ночь с 26 на 27 января он успешно переправился через Одер в районе города Штейнау (ныне — Сцинава) и захватил плацдарм на его западном берегу.
Указом Президиума Верховного Совета СССР от 10 апреля 1945 года гвардии капитан Аркадий Хмелевский был удостоен высокого звания Героя Советского Союза с вручением ордена Ленина и медали «Золотая Звезда».
В 1946 году Хмелевский окончил Ленинградскую высшую офицерскую бронетанковую школу. В 1947 году в звании майора он был уволен в запас. Проживал и работал в Минске. Скончался 15 января 1987 года, похоронен на Северном кладбище Минска.
Был также награждён орденами Отечественной войны 1-й и 2-й степеней, орденом Красной Звезды и рядом медалей.